# Chris Irwin
Christopher Irwin (Wandsworth, Londres, Inglaterra, 27 de junho de 1942) é um ex-automobilista britânico nascido na Inglaterra que participou de dez Grandes Prêmios de Fórmula 1 entre 1966 e 1967. Seu melhor resultado foi o 5º lugar na França em 1967.